# Округ Станислаус (Калифорнија)
Округ Станислос (енгл. Stanislaus County) округ је у савезној држави Калифорнија, САД. Формиран је 1854. од дела територије Округа Тулумни. Округ је добио име по реци Станислос, која се првобитно звала Rio Estanislao. Седиште округа и највећи град је Модесто. Површина округа је 3.923 km², од чега је 3.868,9 km² (98,62%) копно, а 54,1 km² (1,38%) вода.
Према попису из 2010, округ је имао 514.453 становника.

## Највећи градови
| Град      | Бр. становника (2010) |  |
| --------- | --------------------- |  |
| Модесто   | 201.165               |  |
| Терлок    | 68.549                |  |
| Сириз     | 45.417                |  |
| Ривербанк | 22.678                |  |
| Оукдејл   | 20.675                |  |